# Фелікс Торрес
Фелікс Едуардо Торрес Кайседо (ісп. Félix Eduardo Torres Caicedo, нар. 11 січня 1997) — еквадорський футболіст, центральний захисник мексиканського клубу «Сантос Лагуна» і національної збірної Еквадору.

## Клубна кар'єра
Народився 11 січня 1997 року. Вихованець футбольної школи клубу «ЛДУ Портов'єхо». Дорослу футбольну кар'єру розпочав 2016 року в основній команді того ж клубу, в якій провів один сезон. 
Своєю грою за цю команду привернув увагу представників «Барселони» (Гуаякіль), до складу якого приєднався 2017 року. Відіграв за  гуаякільську команду наступні два сезони своєї ігрової кар'єри як один з основних центральних захисників команди.
У липні 2019 року перебрався до Мексики, ставши гравцем команди «Сантос Лагуна».

## Виступи за збірні
2017 року залучався до складу молодіжної збірної Еквадору. На молодіжному рівні зіграв у 8 офіційних матчах.
2019 року дебютував в офіційних матчах у складі національної збірної Еквадору.
У складі збірної — учасник розіграшу Кубка Америки 2021 року в Бразилії та чемпіонату світу 2022 року в Катарі.